# FK Szostka
FK Szostka (ukr. Футбольний клуб «Шостка», Futbolnyj Kłub "Szostka") – ukraiński klub piłkarski z siedzibą w Szostce, w obwodzie sumskim.

## Historia
Chronologia nazw:
- 193?—19??: Azot Szostka (ukr. «Азот» Шостка)
- 19??—1960: Awanhard Szostka (ukr. «Авангард» Шостка)
- 1961—199?: Ekran Szostka (ukr. «Екран» Шостка)
- 199?—...: FK Szostka (ukr. ФФК «Шостка»)

Drużyna piłkarska Azot Szostka została założona w mieście Szostka w latach 30. XX wieku. W 1938 zespół debiutował w rozgrywkach Pucharu ZSRR. Potem występował w rozgrywkach mistrzostw i Pucharu obwodu sumskiego. W 1960 pod nazwą Awanhard Szostka startował w rozgrywkach Pucharu Ukraińskiej SRR, gdzie w finale został pokonany przez Start Czuhujiw (0:0, 1:3). W 1962 już pod nazwą Ekran Szostka ponownie startował w rozgrywkach Pucharu Ukraińskiej SRR, gdzie ponownie w finale został pokonany przez Awanhard Dniepropetrowsk (0:2). Potem występował w rozgrywkach mistrzostw i Pucharu obwodu, dopóki nie został rozwiązany.
W latach 90. XX wieku klub został odrodzony jako FK Szostka.

## Sukcesy
- Puchar ZSRR:

1/256 finału: 1938
- Puchar Ukraińskiej SRR:

finalista: 1960, 1962